# Kostel Nanebevzetí Panny Marie (Předhradí)
Římskokatolický filiální kostel Nanebevzetí Panny Marie v Předhradí leží vedle silnice I/38. Je chráněn jako kulturní památka.

## Historie
Kostel byl postaven v letech 1773–1778. Opravován byl v letech 1940 a 1998–1999. Do 31. 12. 2004 byl farním kostelem, nyní je spravován kolínskou farností.

### Program záchrany architektonického dědictví
V rámci Programu záchrany architektonického dědictví bylo v roce 1995 na opravu památky čerpáno 800 000 Kč.

## Popis
Pozdně barokní kostel má obdélníkovou loď s pravoúhlým kněžištěm. Nad západním průčelím stojí hranolová věž. Západní průčelí je členěno pilastry. Okna jsou zdobena šambránami a nadokenními římsami, po stranách segmentovými a uprostřed zvlněnými. Boční stěny jsou zevně členěny podobně.

Vnitřní stěny jsou členěny sdruženými pilastry a římsami, loď je sklenuta plackou s porušenými freskami od Václava Kramolína z roku 1778. Václav Kramolín také namaloval tři freskové oltáře.

Z vnitřního vybavení vyniká rokoková kazatelna z roku 1774, varhany jsou od K. Schiffnera.

## Galerie

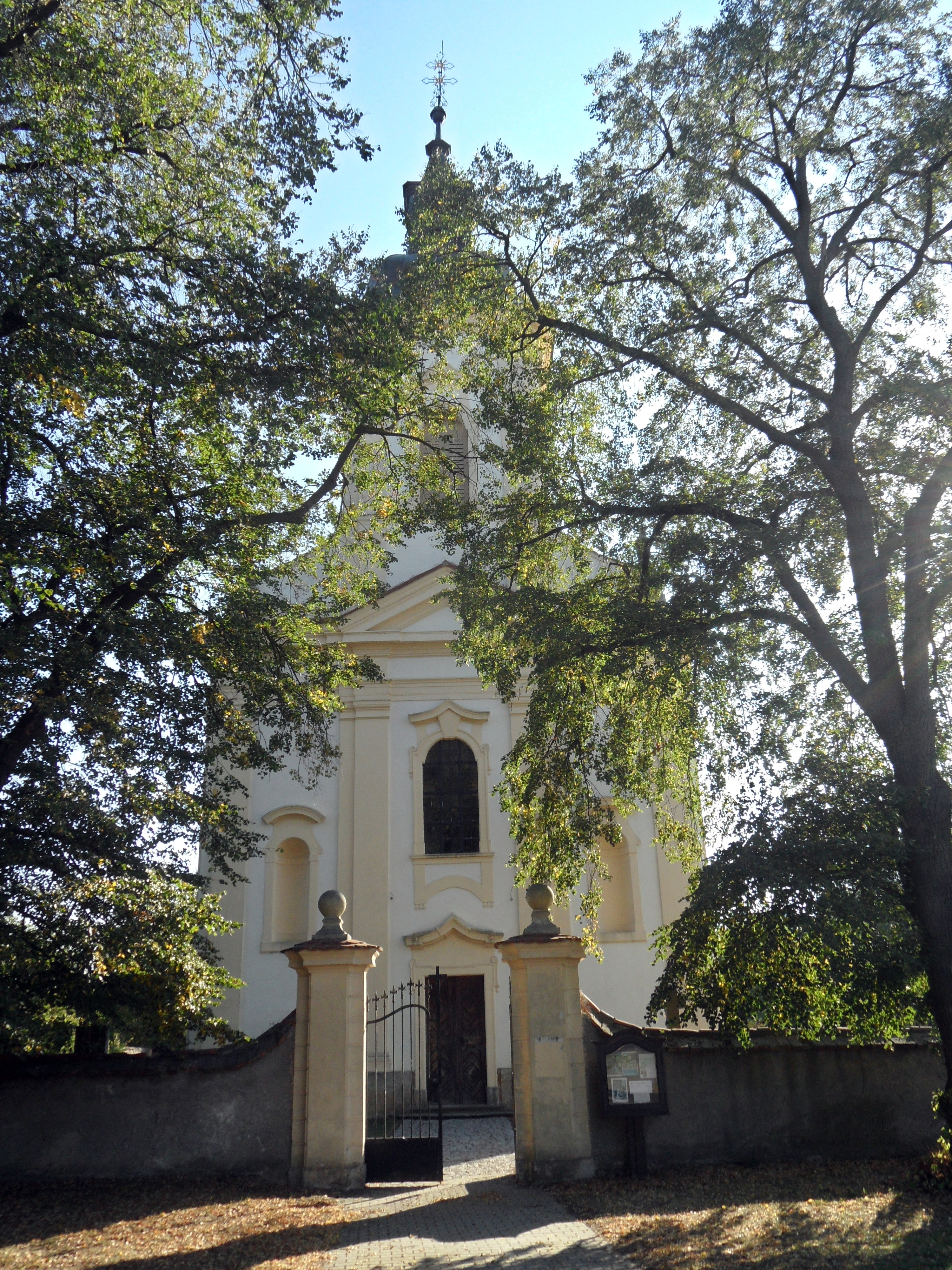
Kostel: čelní pohled
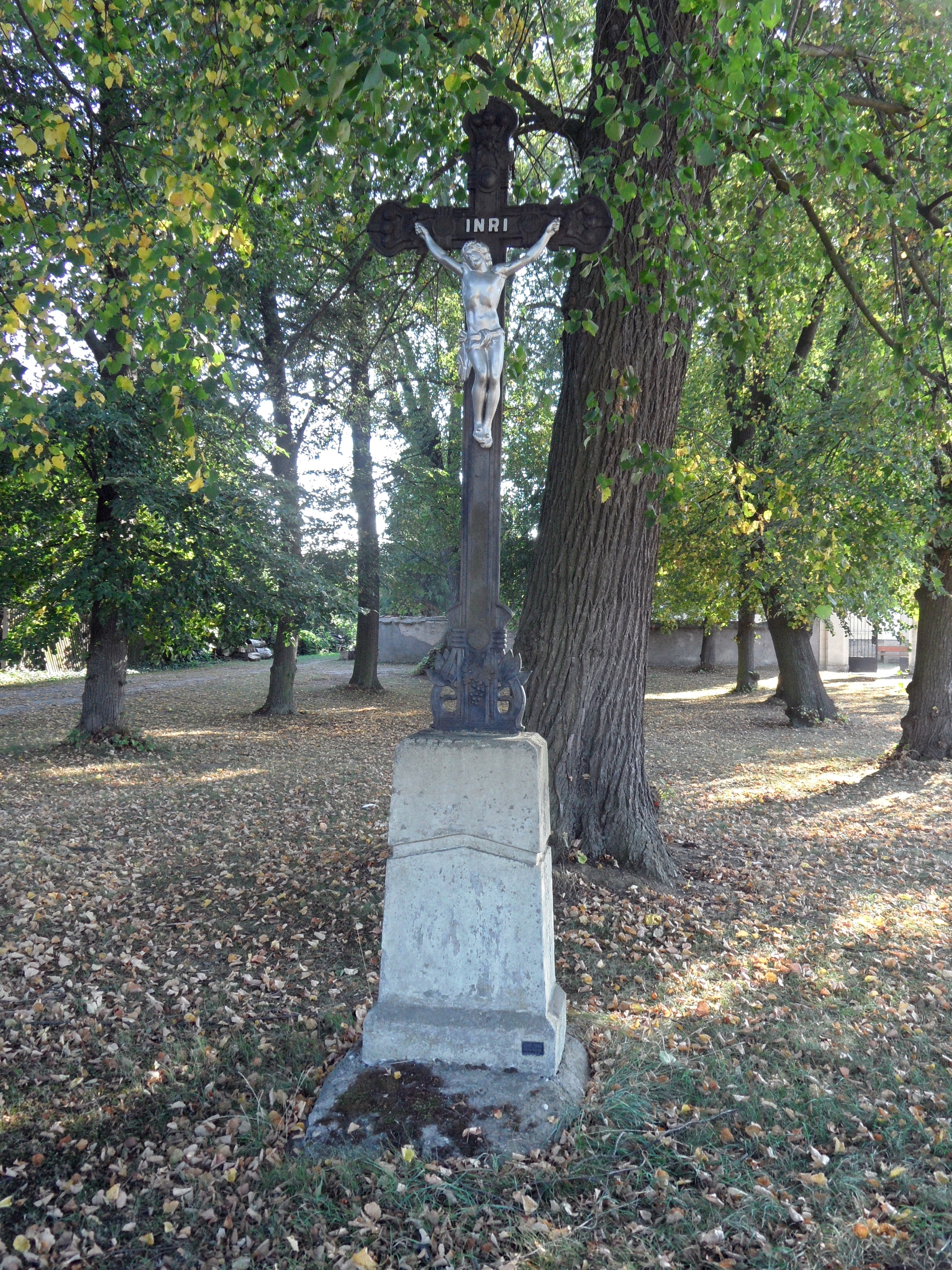
Kříž před kostelem
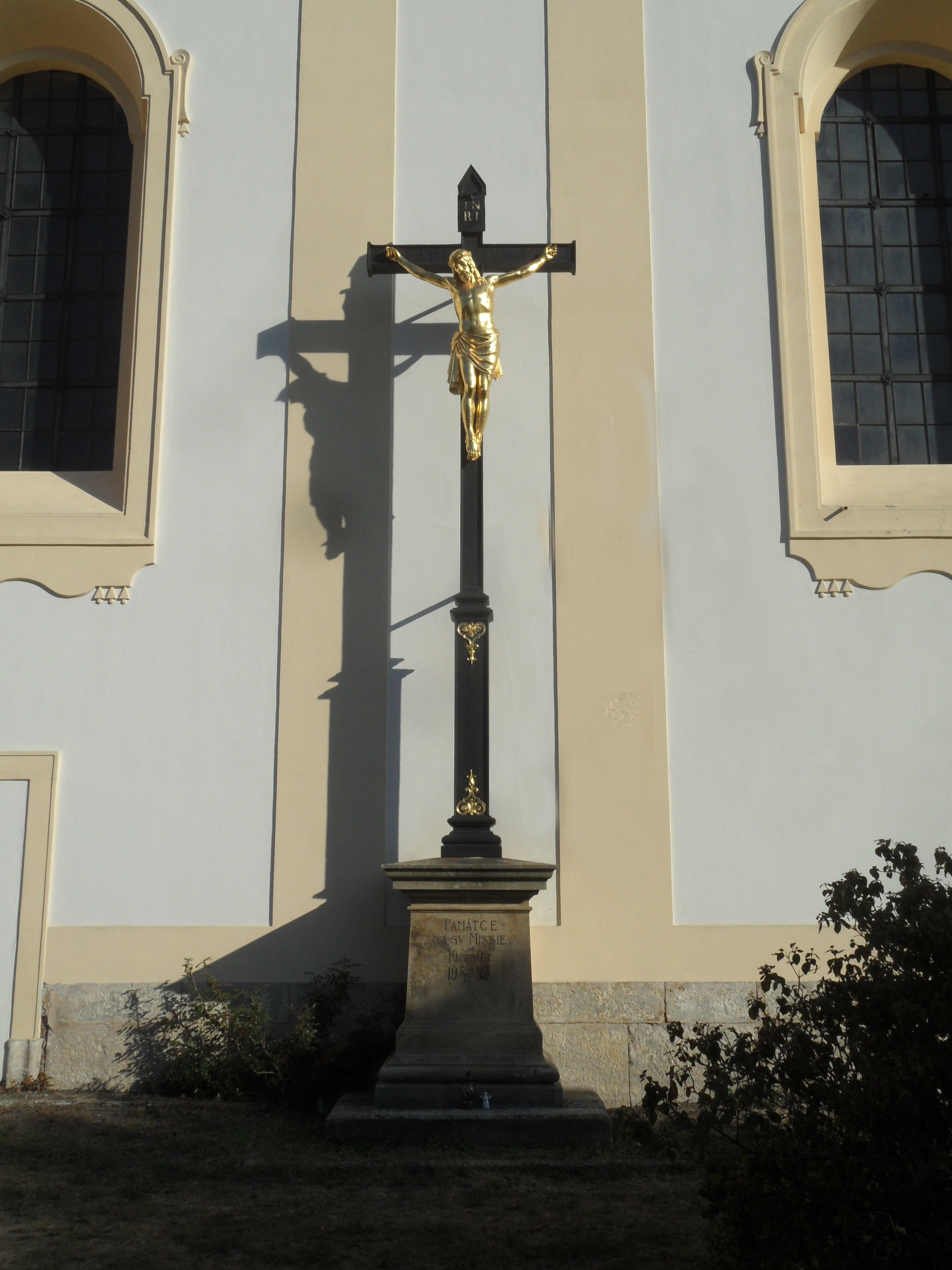
Kříž u zdi kostela